# Гликерија Новгородска
Гликерија Новгородска или Гликерија Девица († око 1522, Велики Новгород) је руска православна светитељка, поштована као праведна девица. Помен се врши 13. (26.) маја и у 3. недељу (недеља) по празнику Духови.
Подаци о животу Гликерије су изузетно оскудни; познато је да је била ћерка свештеника Пантелејмона, старешине Новгородске Људогошће.
Почетак њеног поштовања везује се за откриће 14. [24] јуна 1572. године на црквеном гробљу у цркви Светих Флора и Лавра у улици Људогоша, практично нетрулежног тела младе девојке: „пронашавши ковчег на врх земље и пронашавши тело у ковчегу, не све“  . Откривање моштију поклопила се са присуством цара Ивана Грозног у граду. Мошти је отворио новгородски архиепископ Леонид, а име и порекло девојке је утврђено из натписа на њеном надгробном споменику. Један старији мештанин обавестио је архиепископа о времену Гликеријине погибије: „Жена старе Настасије рекла је владици Леониду да се сећа како је девојчица испраћана пре педесет година...“ . Поводом проналаска моштију уприличен је богослужбени ход, постављене су у цркву Светих Флора и Лавра и по летопису одмах су почеле да чине чуда: првог дана Агатон, син. чиновника Сувора Богдана, исцелио се, и у славу овога, у Новгородском Кремљу, звонила су целодневна звона; 11. августа 1572. на гробу Гликерије излечио се човек од очне болести).
Случајеви исцељења постали су основа за помесну канонизацију праведне Гликерије. Дан сећања на праведну Гликерију изабран је 13. мај – сећање на њену имењакињу Свету Гликерију Ираклијску. Црква Светих Флора и Лавра је у потпуности обновљена 1674-1695. године, а мошти Гликерије су положене у југозападном углу храма . Црква је потпуно уништена након гранатирања града 1941-1943. На његовом месту је постављен парк, на његовом месту нису вршена ископавања.
О почетку општег црквеног поштовања Гликерије сведочи чињеница освећења средином 19. века капеле Тихвинске цркве Московског Симоновског манастира. Опште црквено поштовање Гликерије потврђено је уврштавањем њеног имена 1981. године у Сабору новгородских светитеља. У тексту богослужења катедрали Гликерија се помиње са другим светим новгородским женама; за њу се састављају одвојени тропар, кондак и молитва. На иконама је Гликерија приказана као млада девојка непокривене главе, заобљеног лица и таласасте косе која јој пада до рамена.